# Jinluo (köpinghuvudort i Kina, Hunan Sheng, lat 29,81, long 111,60)
Jinluo är en köpinghuvudort i Kina. Den ligger i provinsen Hunan, i den södra delen av landet, omkring 220 kilometer nordväst om provinshuvudstaden Changsha. Antalet invånare är 25 654. Befolkningen består av 12 649 kvinnor och 13 005 män. Barn under 15 år utgör 14,0 %, vuxna 15-64 år 74 %, och äldre över 65 år 11,0 %.
Runt Jinluo är det tätbefolkat, med 343 invånare per kvadratkilometer. Närmaste större samhälle är Dayandang, 7,4 km sydost om Jinluo. Trakten runt Jinluo består till största delen av jordbruksmark.
Genomsnittlig årsnederbörd är 1 565 millimeter. Den regnigaste månaden är maj, med i genomsnitt 222 mm nederbörd, och den torraste är december, med 22 mm nederbörd.